# Die Nacht der Königin Isabeau
Die Nacht der Königin Isabeau er en tysk stumfilm fra 1920 af Robert Wiene.

## Medvirkende
- Fern Andra som Königin Isabeau
- Fritz Kortner som Connetable
- Hans Heinrich von Twardowski som Page
- Elsa Wagner
- Lothar Müthel som Jehan
- John Gottowt som Buckliger Narr
- Albert Lind
- Alexander Moissi som Karl VI.
- Harald Paulsen